# Geoff Willis
Geoffrey „Geoff” Willis (ur. 23 grudnia 1959 w Wielkiej Brytanii) – brytyjski inżynier i projektant. W latach 2007–2009 był dyrektorem technicznym w Red Bull Racing. W latach 2010–2011 był dyrektorem technicznym w Hispania Racing F1 Team.

## Życiorys
Geoff Willis studiował inżynierię mechaniczną w University of Cambridge. W 1987 roku rozpoczął pracę w zespole projektanckim w zawodach British America's Cup, gdzie przez cztery lata projektował i tworzył konstrukcje dla zespołu. Przed pracą dla Hondy pracował w Williamsie jako szef do spraw aerodynamiki. Pracował jako konsultant dla Leyton House na początku lat 90.
W 2001 roku Willis dołączył do British American Racing, który w 2005 roku został wykupiony przez Honda Racing F1. 17 lipca 2007 roku został zatrudniony przez austriacki zespół, Red Bull Racing jako dyrektor techniczny zespołu, w lipcu 2009 roku opuścił zespół, przyczyna nie jest znana.
W marcu 2010 roku dołączył do Hispania Racing F1 Team na stanowisko dyrektora technicznego. Z zespołem Hispania Racing F1 Team rozstał się pod koniec sierpnia. Na stanowisku dyrektora technicznego w zespole Hispania Racing F1 Team zastąpił go Jacky Eeckelaert. 17 października 2011 roku rozpoczął pracę w zespole Mercedes GP jako dyrektor technologiczny.